# Clayton (Nueva Jersey)
Clayton es un borough ubicado en el condado de Gloucester en el estado estadounidense de Nueva Jersey. En el año 2010 tenía una población de 8.179 habitantes y una densidad poblacional de 430,47 personas por km².

## Geografía
Clayton se encuentra ubicado en las coordenadas 39°39′33″N 75°04′58″O / 39.65917, -75.08278.

## Demografía
Según la Oficina del Censo en 2000 los ingresos medios por hogar en la localidad eran de $53,219 y los ingresos medios por familia eran $63,097. Los hombres tenían unos ingresos medios de $37,231 frente a los $29,063 para las mujeres. La renta per cápita para la localidad era de $20,006. Alrededor del 2.9% de la población estaba por debajo del umbral de pobreza.